# Benczúr Ida
Dolányi Benczúr Ida  (München, 1876. október 3. – Budapest, 1970. január 6.) magyar festőművész, Benczúr Gyula lánya.

## Élete és munkássága
Először édesapja, Benczúr Gyula oktatta, 1907-től 1914-ig a Magyar Képzőművészeti Főiskolán tanult, mesterei Révész Imre, Bosznay István, Tardos Krenner Viktor és Réti István voltak. Tanulmányutakon járt Olasz- és Németországban. 1914-től állította ki képeit. Többnyire virágcsendéletek és lakásbelsők festésével foglalkozott.

## Családja
Benczúr Gyula festőművész és Karolina Max leánya, Benczúr Elza iparművész, Benczúr Olga képző- és iparművész, valamint Benczúr Gyula orvos testvére, Benczúr Béla építész és Gabriel von Max festőművész unokahúga, ifj. Vastagh György szobrászművész sógornője, Vastagh Éva és Vastagh László szobrászművészek nagynénje.

## Művei (válogatás)
- 1945 Virágcsendélet, (olaj, vászon 60 x 80 cm)
- 1945 Íriszes csendélet, (olaj, vászon 51 x 61 cm)
- 1941 Pipacsok, (olaj, vászon 25 x 31 cm)
- Virágcsendélet, (olaj, vászon 57 x 76 cm)
- Rózsák vázában, (olaj, vászon 52 x 58 cm)
- Virágcsendélet, (olaj, vászon 81 x 101 cm)
- Szegfűs virágcsendélet, (olaj, vászon 68 x 84 cm)
- 1948 Pünkösdirózsás csendélet, (olaj, vászon 60 x 80 cm)
- 1938 Virágcsendélet, (olaj, karton 40 x 55 cm)
- 1939 Őszi csokor, (olaj, vászon 60 x 80 cm)
- Csendélet rózsákkal, ( 45 x 50 cm)
- 1948 Virágcsendélet, (olaj, vászon 60 x 80 cm)
- Virágcsendélet, (olaj, vászon 60 x 80 cm)
- Színes virágok, (olaj, vászon 71 x 85 cm)
- 1949 Rózsás csendélet, (olaj, vászon 40.5 x 50 cm)
- 1940 Pünkösdi rózsák, (olaj, vászon 50 x 60 cm)
- 1944 Krizantémok, (olaj, vászon 50 x 60 cm)
- 1944 Virágcsendélet, (olaj, vászon 50.5 x 60.5 cm)
- 1949 Pünkösdirózsák, (olaj, vászon 45 x 60 cm)
- Virágcsendélet, (olaj, fa 39 x 50 cm)
- 1936 Tavaszi csendélet, (olaj, vászon 50 x 60 cm)
- 1949 Pünkösdi rózsák, (olaj, vászon 79.5 x 60 cm)
- Krizantémok, (olaj, vászon 60 x 80 cm)
- Kedvenceim, (olaj, vászon 66 x 103 cm)
- Virágcsendélet, (olaj, vászon 60 x 80 cm)
- Krizantémok, (olaj, vászon kartonon 18 x 24 cm)
- Rózsacsokor, (olaj, vászon 40 x 50 cm)
- Rózsák, (olaj, vászon 21 x 29 cm)
- 1937 Csendélet, (olaj, vászon 50 x 60 cm)
- 1947 Mályvák, (olaj, vászon 61 x 76 cm)
- 1942 Virágok, ( 60 x 80 cm)
- Vadászcsendélet, (olaj, vászon 70 x 90 cm)
- Virágcsendélet, (olaj, vászon 70 x 57 cm)
- 1904 Hölgy virágcsokorral, (olaj, vászon 45 x 60 cm)
- 1936 Still life of flowers, (Festmények 50.8 x 60.96 cm)
- 1944 Still life of flowers in glass vase, (Festmények 50.8 x 60.96 cm)
- Colourful flowers, (olaj, vászon 71 x 85 cm)
- Still life of flowers, (olaj, vászon 60 x 80.5 cm)
- 1948 Still life of flowers, (olaj, vászon 60 x 80 cm)
- 1951 Still life, (olaj, vászon 48.89 x 59.69 cm)
- Chrysanthemums in a basket, (olaj, vászon 73 x 86.4 cm)
- Red poppies, (olaj, vászon 58.42 x 78.74 cm)
- 1932 Interior with roses in bowl, (olaj, vászon 88.9 x 66.04 cm)
- Vase of roses, (olaj, vászon 99.06 x 78.74 cm)
- Still life of flowers, (olaj, vászon 38.1 x 48.26 cm)
- 1941 Still life with red and white flowers, (olaj, vászon 78.74 x 99.06 cm)
- Poppies, (olaj, vászon 50.8 x 60.96 cm)
- Vase of roses, (olaj, vászon 50.8 x 60.96 cm)
- Vase of roses, (olaj, vászon 60.96 x 81.28 cm)
- Vase with chrysanthemums, (olaj, vászon 83.82 x 71.12 cm)
- 1949 Roses in a vase, (olaj, vászon 40.64 x 50.8 cm)
- Flower still life with pinks, (olaj, vászon 68.58 x 83.82 cm)
- Still life with peony, (olaj, vászon 60.96 x 78.74 cm)
- Rose on table, (olaj, vászon 50.8 x 38.1 cm)
- Vase of carnations, (olaj, vászon 58.42 x 73.66 cm)
- Hunting scene, (olaj, vászon 71.12 x 88.9 cm)
- Flower still life, (olaj, vászon 60.96 x 78.74 cm)
- Pipacsos csendélet, (olaj, vászon 60 x 80 cm)
- Still life, roses, (olaj, vászon 60.96 x 76.2 cm)
- Pipacsok, ( 32 x 41 cm)
- Pipacsok, ( 34 x 42 cm)
- Rózsák, ( 36 x 46 cm)
- Rózsák, ( 36 x 46 cm)
- Virágcsendélet, ( 31 x 45 cm)
- Virágcsendélet, ( 31 x 45 cm)
- Virágcsendélet, ( 31 x 45 cm)
- Virágcsendélet, ( 31 x 45 cm)
- Dáhliák, ( 50 x 70 cm)
- Szekfűk, ( 45 x 70 cm)
- Virágcsendélet, ( 60 x 50 cm)
- Primula, ( 45 x 68 cm)
- Primula, ( 50 x 60 cm)
- Orgonák, ( 50 x 60 cm)
- Virágcsokor, ( 50 x 60 cm)
- Primula, ( 50 x 60 cm)
- Primula, ( 50 x 60 cm)
- Peoniák, ( 50 x 63 cm)
- Krizantemumok, ( 1 x 1 cm)
- Virágcsendélet, ( 18 x 25 cm)
- Virágcsendélet, ( 17 x 25 cm)
- Virágcsendélet, ( 80 x 40 cm)
- Virágcsendélet, ( 38 x 47 cm)
- Virágzó gyümölcság, ( 30 x 40 cm)
- Virágcsendélet, (olaj, vászon 64 x 80 cm)

## Egyéni kiállítások
- 1949 • Műterem-kiállítás.

## Művei közgyűjteményekben (válogatás)
Fővárosi Képtár, Budapest • Jósa András Múzeum, Nyíregyháza • Magyar Nemzeti Galéria, Budapest.